# الكلية التقنية بحفر الباطن

## التأسيس
تم تأسيس الكلية التقنية بحفر الباطن عام 1425 هـ،وتم افتتاحها رسمياً في 26-2 1426 هـ تحت رعاية نائب أمير المنطقة الشرقية جلوي بن عبد العزيز بن مساعد آل سعود.